# Млинок для трав

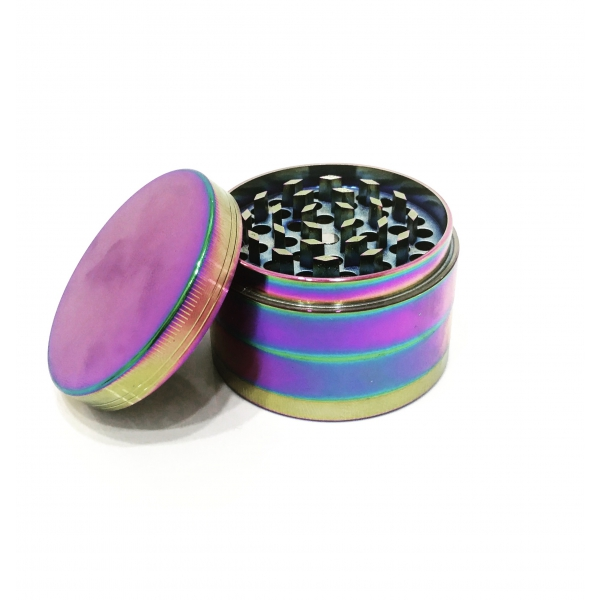
Grinder OIL BIG

Млино́к для трав, розм. ґриндер (англ. herb grinder — «млинок для трав», чи просто grinder) — машинка для подрібнення тютюну та сумішей для куріння, циліндричний пристрій з двома половинками (верхній і нижній), які відокремлюються, і мають гострі зубці або шпильки, вирівняні таким чином, що при обертанні обох половин матеріал всередині подрібнюється. Незважаючи на те, що формально такі млинки призначені для подрібнення  трав та спецій для приготування їжі, їх справжнє призначення є подрібнення марихуани, внаслідок чого продукт може бути легко скрученний в «косяк» (самокрутка з марихуани), який горить більш рівномірно. Машинки для подрібнення марихуани виготовляються з металу, пластику або дерева і зазвичай розмальовуються різними кольорами та полірованими металами.
Деякі машинки для подрібнення мають два або три відділення замість одного, з тонким ситом, що відокремлює нижні відсіки від розміщених вище, що дозволяє окремо збирати в них трихоми марихуани.
Широке застосування конопель як рекреаційного наркотику в останній час призвело до того, що млинки для трав стали синонімом млинків для марихуани. Існує багато видів гріндерів, від електричних до ручних, у різних стилях. Оголошення, що описують їх як пристрої для подрібнення «трав і спецій», іноді вводять в оману покупців, які не здогадуються про їх справжнє призначення.

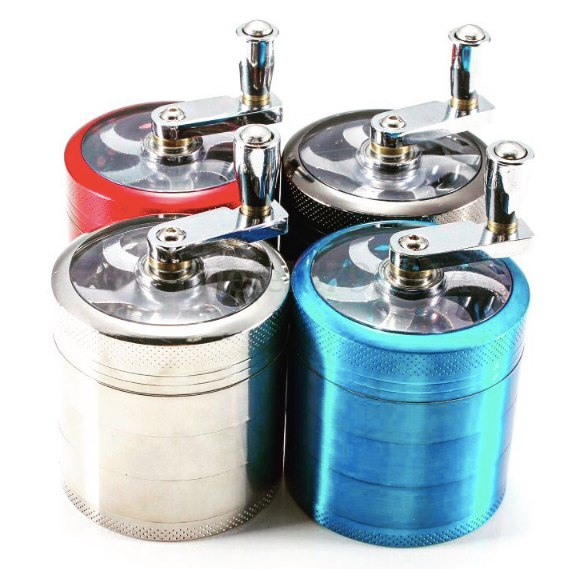
Grinder melnitsa malyiy-1612-B